# الجزيرة (فلم 2006)
الجزيرة (الروسية: Остров) هو فيلم روسي من إخراج بافل لونجين وبطولة بيوتر مامانوف، فيكتور سوخوروكوف، ديمتري ديوزيف، يوري كوزنيتسوف وفيكتوريا ايزاكوفا.

## روابط خارجية
- مقالات تستعمل روابط فنية بلا صلة مع ويكي بيانات